# Lauritz Jonsen
Lauritz Jonsen (Panther), död 1340, var en dansk storman.
Lauritz Jonsen var medlem av Erik Menveds råd och blev efter Kristoffer II:s val 1320 dennes drots. 1326 var han tillsammans med marsken Ludvig Albertsen Eberstein ledare av den stormannaopposition, som tillsammans med de holsteinska grevarna störtade Kristoffer samma år. Han bistod Kristoffers son Otto av Estland vid hans misslyckade försök att vinna danska kronan 1333-34. Han lyckades därefter försvara Langeland, som han 1326 fått i förläning mot de holsteinska maktägarna i Danmark.
- Carlquist, Gunnar, red (1933). Svensk uppslagsbok. Bd 16. Malmö: Svensk Uppslagsbok AB. sid. 1051